# قفل سطوح کنترل پرواز و درها
قفل کنترل سطوح پرواز و درها در هواپیما سازوکاری است که سطوح کنترل پرواز را قفل می‌کند و درهای هواپیما را در جاهایی که پارک شده و در حال انجام عملیات نیست باز نگه می‌دارد. قفل کنترل سطوح پرواز و درها از جابجایی پیش‌بینی نشده سطوح کنترل پرواز و کنترل کننده‌های مرتبط با آنها در درون هواپیما مانند درهای برخی گونه‌های هواپیما جلوگیری می‌کند. وگرنه بادهای ناگهانیِ تُند باعث آسیب احتمالی به سطوح کنترل پرواز و سامانه‌های هواپیما، یا مردم نزدیک آن، یا محموله، یا دستگاه‌ها می‌شوند. برخی قفل‌های کنترل سطوح پرواز و درها دستگاه‌های خارجی هستند که مستقیماً به سطوح کنترل پرواز وصل هستند. درحالیکه دیگر نمونه قفل‌ها به سامانه کنترل پرواز هواگرد درون اتاقک خلبان وصل هستند.

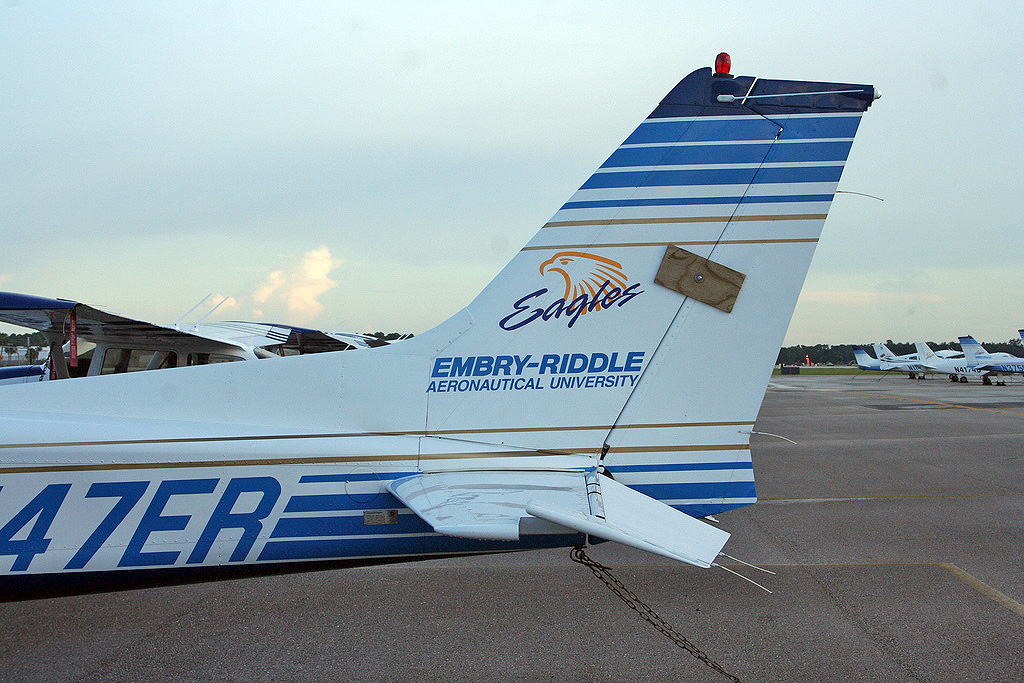
نمونه بیرونی قفل سطوح کنترل پرواز

آزاد کردن قفل کنترل سطوح پرواز و درها کار مهمی در فهرست کارهای بازبینه پیش از پرواز است.

## خطرها
قفل کنترل سطوح پرواز و درها می‌تواند عامل مهمی در سوانح و حوادث هوایی باشد. زیرا آزاد نکردن آن پیش از برخاست، مانع از آزاد شدن یا کارکرد درست درها و سامانه کنترل پرواز هواگرد می‌شود. بسیاری از قفل‌های کنترل سطوح پرواز و درها یک ضامن ایمنی دارند که پدال گاز یا سامانه کنترل استارت موتور را تا هنگام غیر فعال‌سازی قفل، از کار می‌اندازد. قفل‌های خارجی معمولاً این ضامن ایمنی را ندارند و باید با یک نشان سرخ رنگ با عنوان "پیش از پرواز آزاد کنید" مشخص شوند.

### نمونه سانحه‌ها
نخستین نمونه‌هایی که برای بوئینگ بی-۱۷ فلایینگ فورترس (مدل نخست ۲۹۹) ساخته شد در ۳۰ اکتبر ۱۹۳۵ (میلادی) از دست رفت. هنگامی که در هنگام پرواز، قفل‌های کنترل سطوح پرواز و درهای خودنگهدار آزاد نشده بودند، به سقوط بوئینگ و مرگ دو خلبان آزمایش منجر شد. کمتر از یک سال پس از آن در آلمان یک خلبان دیگر به دلیل بی‌توجهی به این قفل جان خود را از دست داد. در سال ۱۹۴۷ نیز بیش از ۲۰ نفر جان خود را به خاطر آزاد نکردن این قفل از دست دادند. نمونه سانحه‌های مشابه در ۱۹۵۲، ۱۹۷۹، و حتی سال ۲۰۱۴ (میلادی) رخ دادند.

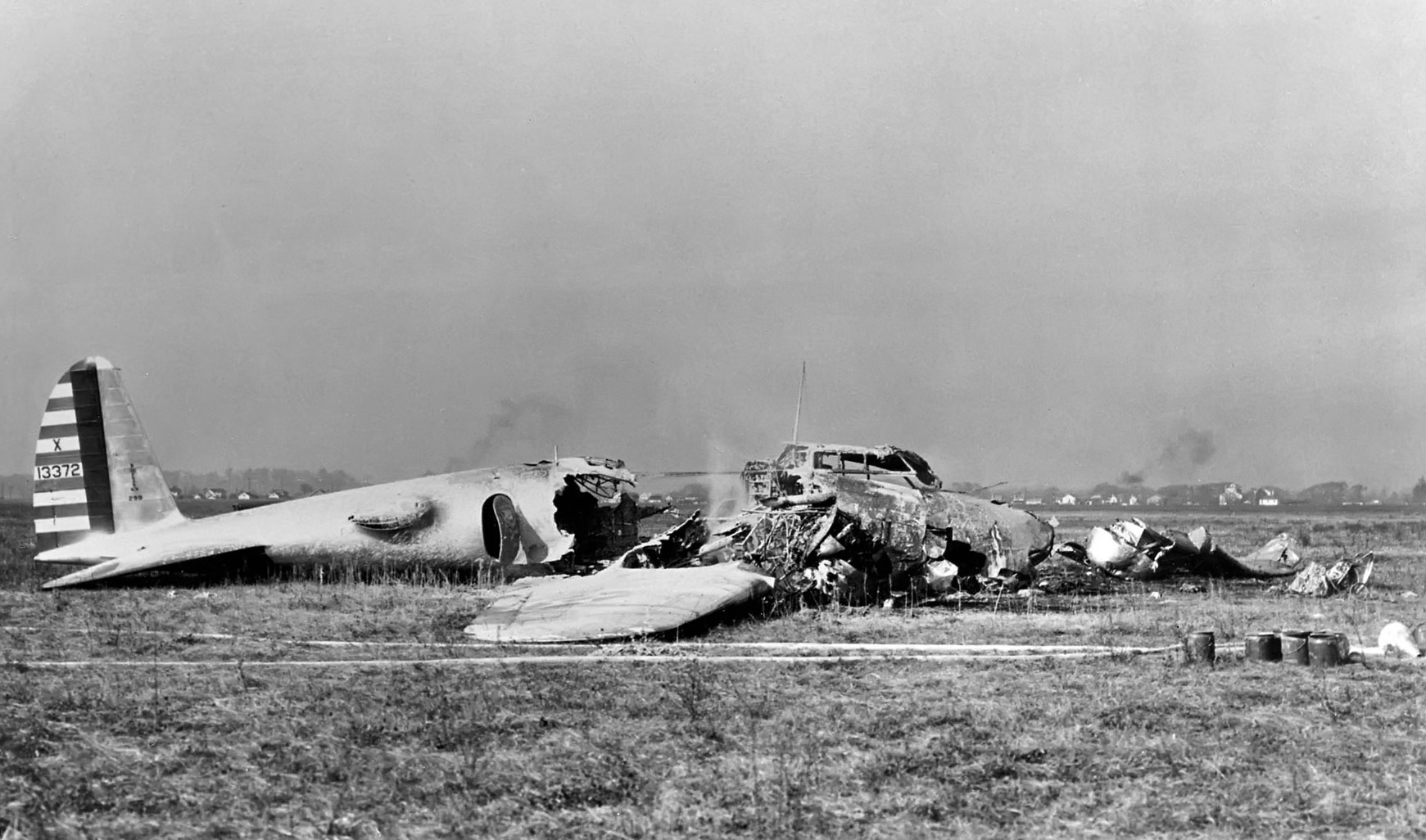
سانحه سقوط بوئینگ بی-۱۷ فلایینگ فورترس در ۳۰ اکتبر ۱۹۳۵ (میلادی) به دلیل آزاد نکردن قفل کنترل سطوح